# كلود كروكر
كلود كروكر (بالإنجليزية: Claude Crocker)‏ هو لاعب كرة قاعدة أمريكي، ولد في 20 يوليو 1924 في Caroleen, North Carolina ‏ في الولايات المتحدة، وتوفي في 19 ديسمبر 2002 في كلينتون في الولايات المتحدة.

## وصلات خارجية
- كلود كروكر على موقع دوري كرة القاعدة الرئيسي (الإنجليزية)
- كلود كروكر على موقعبيزبول رفرنس.كوم (الدوري الرئيسي) (الإنجليزية)
- كلود كروكر على موقعبيزبول رفرنس.كوم (الدوري الثانوي) (الإنجليزية)